# Colegio Salesiano de Ayacucho
El Colegio Salesiano San Juan Bosco de Ayacucho, es una institución educativa de la Congregación Salesiana ubicada en el distrito de Ayacucho, en la ciudad de Ayacucho, capital del departamento de Ayacucho, Perú.

## Historia
En 1942, el obispo de Ayacucho, monseñor Víctor Álvarez Huapaya funda en el centro de la ciudad de Ayacucho la escuela parroquial “San Juan Bosco” la misma que sería dirigida por la diócesis de Ayacucho. Diez años después, la escuela se convierte en colegio al ampliar su instrucción al nivel secundario. Su primera promoción egresa el año 1956 y llevó el nombre de “Luis Fassio” en honor a un sacerdote salesiano.
En 1958, el colegio amplía su local mediante la donación recibida por la vecina ayacuchana María Teófila Romero V. Como consecuencia de esta donación existe una placa de mármol en el frontis del colegio que da al jirón Cusco y que recita:
Para honrar la memoria

de su bondadoso padre

Andrés Avelino Romero

dona esta casa para el

Colegio San Juan Bosco

para promover la

educación cristina de la juventud

de su tierra natal

mereciendo

dilectas bendiciones del cielo

perenne gratitud

de profesores y alumnos y fieles

de la diócesis

Dieciocho años después de su apertura, el 8 de diciembre de 1960, durante la visita del rector mayor de los salesianos, Renato Ziggiotti, quinto sucesor de Don Bosco, el obispo de Ayacucho monseñor Otoniel Alcedo dona a la Congregación Salesiana el Colegio "San Juan Bosco" convirtiéndose en colegio salesiano y siendo su administración realizada íntegramente por la congregación salesiana.